# Alocasia suhirmaniana
Alocasia suhirmaniana là một loài thực vật có hoa trong họ Ráy (Araceae). Loài này được Yuzammi & A.Hay mô tả khoa học đầu tiên năm 1998.